# Reaktivní granát

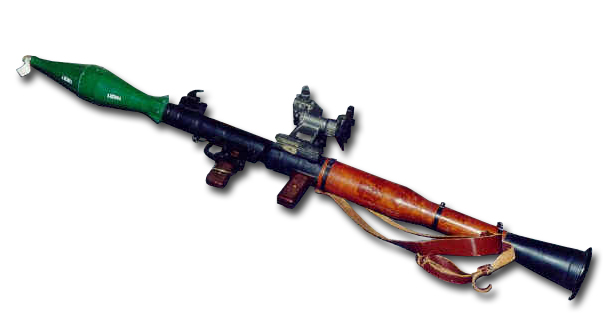
RPG-7

Reaktivní granát (také RPG, ruční protitankový granátomet, angl. rocket-propelled grenade, rus. РПГ, ручной противотанковый гранатомёт) je bezzákluzová zbraň, u níž je k dopravě střely na cíl použit reaktivní pohon na principu zákona akce a reakce. Mezi hlavní části zbraně patří střela a odpalovací zařízení, tedy samotný granátomet. V některých případech se pojem reaktivní granát používá pouze pro samotnou střelu. Zbraň je určena např. k boji s obrněnou technikou a k ničení různých opevnění, či v případě tříštivé střely k ničení měkkých cílů jako pěchota či neobrněná vozidla.
V případě RPG-75 nebo obdobných raketometů jako například americký M72 LAW, je raketomet výsuvný. Skládá se ze dvou tubusů, zasunutých do sebe. Pro uvedení z transportní polohy do bojového stavu se musí jeden tubus povytáhnout. Dále je zbraň vybavena mířidly, spouštěcím mechanizmem a nosným popruhem.
Reaktivní granáty jsou používány všemi armádami po celém světě, hrají významnou roli v současných válečných konfliktech a jsou velmi často používány i povstalci a teroristickými skupinami.
Mezi české výrobky patří RPG-75, což je jednorázová zbraň s trvale nabitým kumulativním granátem uvnitř pouzdra. Pouzdro této zbraně je tedy jenom na jedno použití a po výstřelu se nedá znovu použít. Zbraň je určena především pro ničení obrněné techniky nebo statických opevnění. Varianta zbraně, označovaná RPG-75-TB, resp. RTG 68 mm, obsahuje termobarickou nálož s vysokým zápalným účinkem.

## Obrana proti RPG s kumulativní náloží

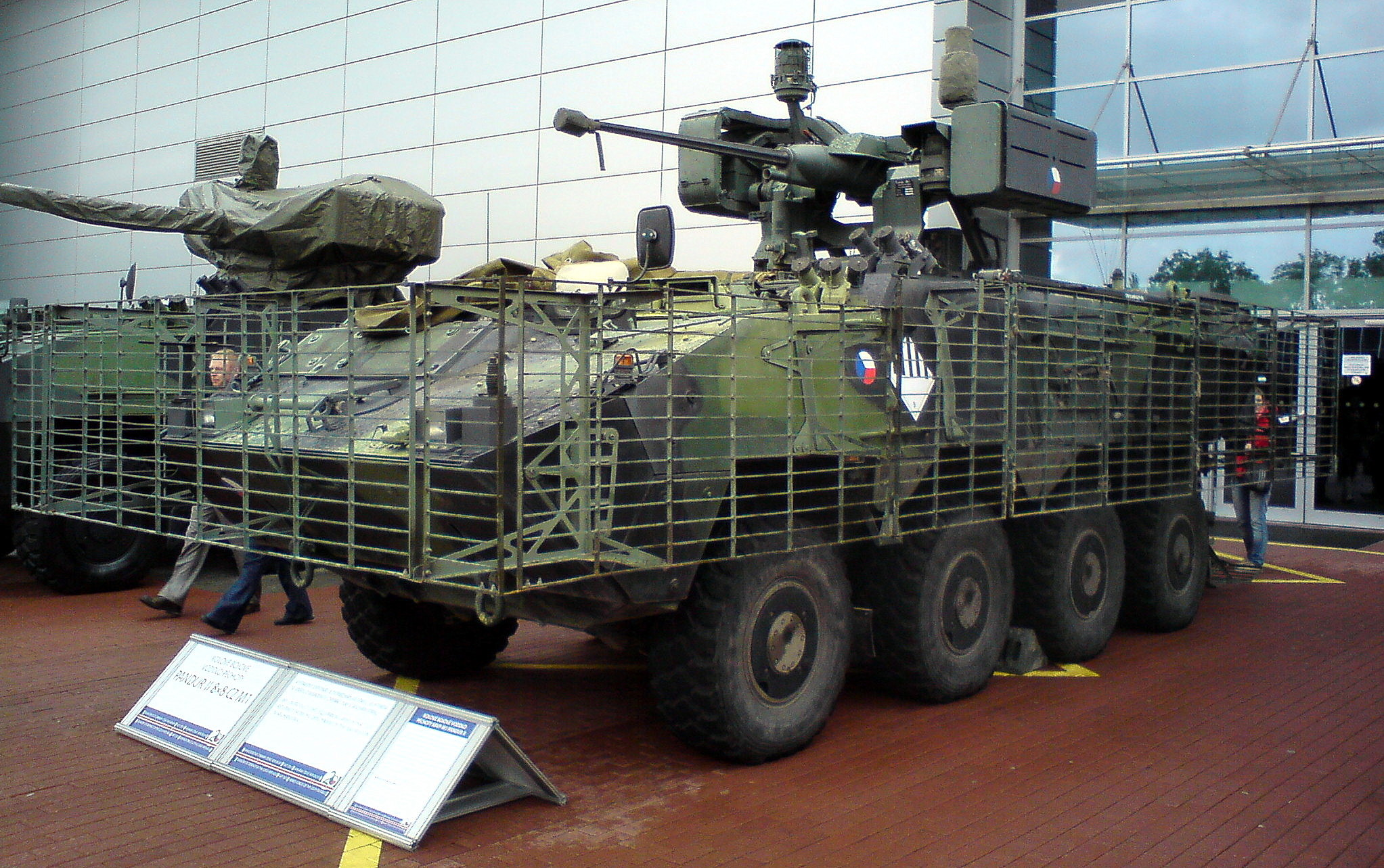
Mřížová ochrana proti RPG na českém KBVP M1 RVS

Účinnost těchto zbraní výrazně klesá, pokud se obrněná technika chrání pomocí reaktivních výbušných pancířů. Jako pasivní ochrana se používají mříže nebo sítě, které jsou umístěny kolem vozidla a které buď přivedou kumulativní hlavici k výbuchu v dostatečné vzdálenosti od vozidla nebo poškodí hlavici natolik, že nedojde ke zformování kumulativního paprsku. Nenarazí-li totiž kumulativní paprsek na pancíř, dochází k jeho rozptýlení a jeho účinnost je téměř nulová.